# Bourquinia deaurata
Bourquinia deaurata är en tvåvingeart som beskrevs av Blanchard 1935. Bourquinia deaurata ingår i släktet Bourquinia och familjen parasitflugor. Inga underarter finns listade.